# Беренсон, Бернард
Бе́рнард Бе́ренсон (Бе́рнсон; англ. Bern[h]ard Berenson; 14 [26] июня 1865, Бутрыманцы, Трокский уезд, Виленская губерния, Российская империя [ныне Бутримонис, Алитусский район, Алитусский уезд, Литва] — 6 октября 1959, Флоренция, Италия) — американский историк искусства и художественный критик, создатель оригинальной теории и методики знато́ческой атрибуции произведений живописи эпохи итальянского Возрождения.

## Биография
Бернард Беренсон родился на территории современного Алитусского района Литвы в еврейской семье Вальвроженских (Valvrojenski): Альберта Вальвроженского и Юдит Миклешански. Его отец, Альберт, получил классическое еврейское образование и собирался стать раввином, однако выступал за интеграцию евреев в светское общество. После того, как дом Вальвроженских был уничтожен пожаром, Бернард жил со своими ортодоксальными родственниками, которые заставили его учить иврит и арамейский язык.
В десятилетнем возрасте, в 1875 году, Бернард выехал с семьёй в США, в Бостон, штат Массачусетс, где взял себе фамилию «Беренсон». Обратился в христианство в 1885 году и стал членом епископальной церкви. Позднее, в Италии, принял католичество. После окончания Бостонской латинской школы Бернард в 1883—1884 годах учился в Колледже свободных искусств Бостонского университета (Boston University College of Liberal Arts), но, пожелав изучать санскрит, перевёлся на второй курс Гарвардского университета. Окончив Гарвард, он женился на Мэри Смит, которая сама стала известным историком искусства и много помогала ему в дальнейшей работе. Мэри была сестрой Логана Пирсолла Смита и Элис Пирсолл Смит, первой жены Бертрана Рассела.
В 1887—1888 годах Бернард совершенствовал своё образование в Париже, затем отправился в Рим, где знакомство с Джованни Морелли и Джованни Баттиста Кавальказелле в значительной мере определило направление его дальнейшей профессиональной деятельности. В 1894 году Беренсон выпустил книгу «Начала знаточества» (Rudiments of Connoisseurship). В 1894—1907 годах работал над своим главным трудом «Итальянские живописцы Ренессанса» (The Italian Painters Of The Renaissance). Книга вышла в Лондоне в 1952 году.
Беренсон помимо живописи увлекался историей литературы, писательством, а также интересовался культурой стран Азии, изучал восточные языки. Он был необычайно эрудирован, общителен, его общительность и доброжелательность ценили друзья и коллеги. Среди американских друзей Беренсона были писатель Рэй Брэдбери, Натали Барни, которая во время Второй мировой войны жила во Флоренции, художница Ромейн Брукс, коллекционер произведений искусства Эдвард Перри Уоррен. В круг его друзей также входили Изабелла Стюарт Гарднер, Ральф Адамс Крам и Джордж Сантаяна, последние двое познакомились друг с другом через Бернарда Беренсона. Сенда Беренсон, сестра Бернарда, известна изобретением правил женского баскетбола.
Правнучатые племянницы Беренсона: Мариса и Берри, — актрисы: первая номинировалась на «Золотой глобус» за роль в фильме «Кабаре», вторая вышла замуж за актёра Энтони Перкинса, она погибла в Нью-Йорке во время теракта 11 сентября 2001 года.
В 1958 году Бернард Беренсон был избран членом Американской академии искусств и наук (American Academy of Arts and Sciences). Он умер в возрасте 94 лет в Сеттиньяно, Италия.

## Профессиональная деятельность
Ранние работы Беренсона выделялись на фоне трудов многословных последователей Джона Рёскина и Уолтера Патера деловитостью, лаконичностью языка и чёткостью суждений. Беренсон категорически не принимал традиционные литературные описания произведений изобразительного искусства, отвергал современное искусство и недолюбливал маньеризм. Первое крупное сочинение Беренсон опубликовал в тридцатилетнем возрасте: «Венецианские живописцы эпохи Возрождения» (Venetian Painters of the Renaissance, 1894), затем последовали «Флорентийские живописцы эпохи Возрождения» (Florentine Painters of the Renaissance, 1896) и «Живописцы Возрождения Центральной Италии» (Central Italian Painters of the Renaissance, 1897). Эта серия имела значительный резонанс в искусствоведческих кругах. А когда к ним прибавилось издание «Рисунки флорентийских живописцев» (The Drawings of the Florentine Painters, 1903) стало ясно, что речь идёт о новой методике атрибуции произведений изобразительного искусства на основе анализа особенностей региональных художественных школ.
В тот период «эстетика — особенно в учёных кругах — всё ещё находилась под гнётом догм академического идеализма…». В центре внимания Беренсона оказалось освоение «видимости». Беренсон определил Возрождение «как воплощение объективности или предметности, но в то же время, проявив большую гибкость ума, чётко определил границы последних».
Чтобы зарабатывать на жизнь Беренсон фактически изобрёл новую профессию: советник (adviser) по вопросам искусства, но он не был экспертом. Беренсон никогда не делал письменных экспертных заключений и оценок, а только консультировал богатых коллекционеров, не имевших специального образования, терпеливо объясняя им суть дела и особенности того или иного произведения.
Свой метод Беренсон назвал  «критическим формализмом» . В значительной степени он был основан на «сравнительно-анатомической системе» Джованни Морелли. Беренсон, по его собственным словам, «исколесил на велосипеде всю Италию» и изучил огромное количество неатрибутированных в то время произведений живописи. Большая часть из них — алтарные картины, которые художники по традиции не подписывали и не датировали. В итоге Беренсон создал так называемые индексы и публиковал их в виде списков атрибутированных им картин, разделённых по школам. Такие «списки» с нетерпением ожидали коллекционеры.
Критерием классификации Бернсону служило «качество формы», определяемое «осязательной ценностью» (англ.  tactile value ). Тактильное, или осязательное, качество формы раскрывает особенное отношение художника к изобразительному пространству: объёмных качеств формы к плоскости холста или листа бумаги, объёма скульптуры к окружающей среде. Эти свойства преобразуются в «ретинальные впечатления» (то есть зрительные, образующиеся на сетчатке глаза; лат.  retina — сетчатка). Различия этих «впечатлений» и послужили Беренсону для различения особенностей работы того или иного художника. Так, например, произведения художников-флорентийцев отличаются наибольшей «осязательной ценностью» формы. В их картинах объёмы как бы выступают из плоскости, живопись выглядит слегка подкрашенным рисунком, но с мощной светотеневой «лепкой» формы. Венецианцы, напротив, склонны к живописности, ведущей к некоторой уплощённости фигур, размытости контуров, что восполняется стихией цвета. Произведения художников ломбардской и сиенской школ отличаются жёсткой графичностью, римляне гармонично сочетают все качества.

## Практика атрибуций
Практика атрибуций произведений изобразительного искусства во времена Беренсона уже могла опираться не только на зарисовки и гравюры, но и на фотографии. Фототека Беренсона содержала 170 000 фотографий. Она пополнялась Гарвардским университетом после смерти Беренсона и в настоящее время содержит около 250 000 фотографий. Они организованы топографически, в соответствии с оригинальной системой «индексов Беренсона»: Флоренция, Сиена, Центральная Италия, Северная Италия, Ломбардия, Венеция, Южная Италия, и в границах каждой школы подразделяются по именам художников и местоположению произведений. Один из разделов фототеки посвящён изображениям «бездомных» (homeless) произведений искусства — термин, который Беренсон использовал для обозначения картин, которые когда-то выставлялись на рынке, но их последующее местонахождение неизвестно.
Среди американских коллекционеров начала 1900-х годов Бернард Беренсон считался выдающимся авторитетом в области искусства эпохи Возрождения. Хотя его подход оценивался неоднозначно в среде европейских искусствоведов и знатоков, Беренсон играл ключевую роль в качестве советника важных американских коллекционеров произведений искусства, таких как Изабелла Стюарт Гарднер, которым требовалась помощь в ориентации на коварном рынке модного тогда искусства эпохи Возрождения.
В конечном итоге знания Беренсона стали настолько популярными, что его вердикт об авторстве мог либо резко повысить, либо значительно снизить ценность картины. В этом отношении влияние Беренсона было огромным, а его 5 % комиссионных сделали его богатым человеком. По словам Чарльза Хоупа, он «имел финансовый интерес ко многим работам … договорённость, которую Беренсон решил хранить в тайне».
Благодаря секретному соглашению, заключённому в 1906 (по иным данным в 1912) году, Беренсон поддерживал тесные отношения с Джозефом Дювином, самым влиятельным арт-дилером того времени, который часто полагался на мнение Беренсона при продаже произведений выдающимся коллекционерам, но использовал его в своих коммерческих интересах. Беренсон был рассудителен и честен в отношении своей профессии, в результате отношения закончились разрывом в 1937 году.
Недовольство друг другом у партнёров накапливалось давно, окончательная размолвка произошла из-за картины «Поклонение пастухов (Рождество Христово)», приобретённой Дювином у лорда Эллендейла. В тот период у коллекционеров особенно ценились картины Джорджоне, но Беренсон считал приобретённое полотно работой Тициана и не соглашался пересмотреть своё мнение в пользу Джорджоне. Дювин в итоге продал эту картину Сэмюелу Крессу как полотно с неустановленным авторством.
В 1923 году Беренсона вызывали в качестве свидетеля по делу, возбуждённому миссис Андре Хан из Канзас-Сити против Дювина. В 1920 году Хан хотела продать картину «Прекрасная Ферроньера», которая, по её мнению, была одной из версий знаменитой картины Леонардо да Винчи, находящейся в Лувре, и авторство которой до сих пор обсуждается. Дювин публично отверг авторство Леонардо картины, которую он никогда не видел. Миссис Хан подала на него в суд. В 1923 году картину привезли в Париж для сравнения с версией Лувра. На суде в Нью-Йорке в 1929 году присяжные не были убеждены парижскими показаниями Беренсона, считавшего картину работой ученика Леонардо. Также выяснилось, что Беренсон, как и другие эксперты, дававшие показания в Париже, такие как Роджер Фрай и сэр Чарльз Холмс, ранее оказывали Дювину платные консультации. Эта история безусловно нанесла ущерб репутации Беренсона.
С начала XX века ни один вопрос по атрибуции картин художников итальянского Возрождения не обходился без участия Беренсона. Он приезжал в Санкт-Петербург, в Императорский Эрмитаж для установления подлинности картины «Мадонна Бенуа», приписываемой Леонардо да Винчи. Беренсон атрибутировал картину «Шахматисты» как произведение Франческо ди Джорджо (ныне в собрании музея Метрополитен в Нью-Йорке и многие другие произведения.
Со временем некоторые атрибуции Беренсона, ранее считавшиеся непререкаемыми, ныне пересмотрены, но это обстоятельство, обычное в деле знаточеских атрибуций, не снижает его исключительной роли в истории искусствознания. Пафос работ Беренсона заключался в намерении «уберечь нетронутыми эстетические ценности, отринутые современной эпохой» (Ж. Базен). Однако у него были непримиримые оппоненты: Йозеф Стшиговский, Жорж Вальдемар, написавший «Опровержение Бернарда Беренсона».
Субъективно-психологический подход Беренсона к оценке произведений искусства положительно оценивали и ставили в пример Генрих Вёльфлин и Уильям Джемс. П. П. Муратов в последней части «Образов Италии» (1923) цитирует мнения Беренсона как последнее слово искусствоведческой мысли.

## Вилла Татти
Разбогатев на удачных атрибуциях для частных коллекционеров и музеев, Беренсон приобрёл в окрестностях Флоренции, между Фьезоле и Сеттиньяно, виллу Татти, на которой он жил и работал в последние годы. На старотосканском диалекте «Татти» означает «игровая площадка». Беренсон впервые приехал на виллу в 1900 году с будущей женой накануне свадьбы, сначала арендовав виллу у английского аристократа Джона Темпл Лидера, а затем в 1907 году выкупив её у наследников. Между 1907 и 1915 годами старый фермерский дом XVII века перестраивал в «ренессансном стиле» английский архитектор Джеффри Скотт; сад создавал английский ландшафтный архитектор Сесил Пинсент.
Беренсон умер в 1959 году в возрасте 94 лет. Он завещал виллу, свою художественную коллекцию и библиотеку Гарвардскому университету с тем, чтобы студенты разных стран имели возможность изучать классическое искусство Италии. Ныне это «Гарвардский центр изучения итальянского Возрождения» (The Harvard Center for Italian Renaissance Studies).
На вилле, расположенной посреди оливковых рощ, виноградников и садов, находится собранная Беренсоном богатая коллекция картин итальянских примитивов (художников проторенессанса). В дополнение к более известному собранию предметов итальянского Возрождения Беренсон также собрал выдающуюся коллекцию произведений искусства Востока: арабских и персидских миниатюр, предметов китайского и исламского искусства.
На вилле имеется исследовательская библиотека из 140 000 томов, в том числе 106 000 книг, 7000 оттисков, 14 000 аукционных каталогов и 23 000 периодических изданий. Фототека включает 250 000 фотографий. Гарвардский центр открыл свои двери для первых шести студентов-стипендиатов в 1961 году. С тех пор он принял более 700 стипендиатов и учёных из многих стран Европы, США, Канады, Японии и Австралии.
- Известные картины, атрибутированные Бернардом Беренсоном
- Франческо ди Джорджо. Шахматисты. Около 1475 г. Музей Метрополитен, Нью-Йорк
- Доменико Венециано. Мадонна Беренсона. Ок. 1450. Дерево, темпера. Вилла Татти. Флоренция
- Леонардо да Винчи. Мадонна Бенуа. Около 1478 г. Эрмитаж, Санкт-Петербург
- Леонардо да Винчи. Прекрасная Ферроньера. 1490—1496. Лувр, Париж
- Джорджоне (в атрибуции Беренсона — Тициан). Поклонение пастухов. 1500—1510. Национальная галерея искусства, Вашингтон

## Основные публикации
- Венецианские живописцы эпохи Возрождения (Venetian Painters of the Renaissance). 1894
- Лоренцо Лотто: Lorenzo Lotto: Очерк конструктивной художественной критики (An Essay in Constructive Art Criticism). 1895
- Флорентийские живописцы эпохи Возрождения (Florentine Painters of the Renaissance). 1896
- Живописцы Возрождения Центральной Италии (Central Italian Painters of the Renaissance). 1897
- Чувство качества: изучение и критика итальянского искусства (The Sense of Quality: Study and Criticism of Italian Art). 1901, 1902
- Рисунки флорентийских живописцев (The Drawings of the Florentine Painters). 1903, 1938, 1961
- Живописцы Северной Италии эпохи Возрождения (North Italian Painters of the Renaissance). 1907
- Сиенский художник из францисканской легенды (A Sienese Painter of the Franciscan Legend). 1910
- Венецианская живопись в Америке: XV век (Venetian Painting in America: The Fifteenth Century). 1916
- Очерки изучения сиенской живописи (Essays in the Study of Sienese Painting). 1918
- Эстетика и история изобразительных искусств (Aesthetics and History in the Visual Arts; Estetica, Etica e Storia nelle Arti della Rappresentazione Visiva). 1948)
- Итальянские живописцы эпохи Возрождения (The Italian Painters Of The Renaissance). 1952
- Слухи и размышление (Rumor and Reflection). 1952
- Караваджо: его несоответствие и его слава (Caravaggio: His Incongruity and His Fame). 1953
- Видение и знание (Seeing and Knowing). 1953
- Пьеро делла Франческа, или Некрасноречивый в искусстве (Piero della Francesca or The Ineloquent in Art). 1954
- Страстный наблюдатель: из дневников с 1947 по 1956 год (The Passionate Sightseer: from the diaries 1947 to 1956). 1960
- Закат и сумерки (Sunset and Twilight). 1963